# الخطوط الجوية الملكية الليبية
بوابة:ليبيا

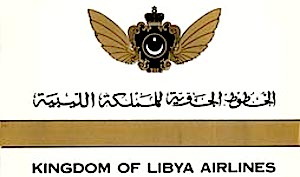
الخطوط الجوية الملكية الليبية

الخطوط الجوية الملكية الليبية، تأسست عام 1964م بطائرات من نوع سود أفياسيون كارافيل النفاثة الفرنسية، ومقرين إداريين أساسيين في طرابلس وبنغازي، وكان أول رئيس مجلس إدارة لها هو الكابتن «هاشم العبار»  وغُيِّر اسمها عام 1969م بعد تغير النظام الليبي إلى «الخطوط الجوية العربية الليبية».

## الطائرات
سود أفياسيون كارافيل
Fokker F27 Friendship
فوكر إف 28 فلوشيب

## بداية الرحلات
قامت الخطوط الجوية الملكية الليبية بالتعاون مع عدة شركات طيران أوروبية مثل «اير فرانس» و«كي إل أم الهولندية» و«بواك البريطانية»، ثم قامت الخطوط الجوية الملكية الليبية بشراء أول طائرة من طراز سود أفياسيون كارافيل، حيث وصلت إلى مطار بنغازي في 24 يوليو 1965م، وكانت تحمل أول اسم في تسجيلات الطيران المدني الليبي تحت عنوان {5A-DAA}، واستمرت في الخدمة إلى أن استأجرتها الخطوط الملكية المغربية في 29 مايو 1975م لبضعة أشهر، وعادت إلى طرابلس في سبتمبر من العام نفسه، لتخرج من الخدمة ويستغنى عنها.

## الرحلات[3]
- طرابلس وجميع خطوط الرحلات
- روما ولندن
- مرسى البريقة وبيروت
- القاهرة وتونس
- مالطا وجنيف
- بنغازي وأثينا
- البيضاء وسبها وغدامس وطبرق

## حوادث
لم تسجل الخطوط الجوية الملكية الليبية أي حوادث منذ تاريخ تأسيسها 1964م إلى تاريخ تغير اسمها مع تغير نظام الحكم في ليبيا عام 1969م